# Secret Service (groupe)
Pour les articles homonymes, voir Secret Service.
Secret Service est un groupe de pop et new wave suédois, formé à Stockholm en 1979.

## Biographie
En 1979, Ola Håkansson, ancien chanteur d'Ola & the Janglers puis directeur de publication chez Sonet Records, s'associe à Tim Norell et Ulf Wahlberg sous le nom d' Ola+3 pour se produire au Melodifestivalen 1979, un concours qui est l'épreuve de qualification suédoise pour le Concours Eurovision de la chanson. Ola+3 ne remporte pas la victoire les membres décident de continuer à travailler ensemble et enregistrent un LP sous le nom d'Ola+3. Outre Ola Håkansson (chant), Tim Norell et Ulf Wahlberg (claviers), la formation originale comprend également Tonny Lindberg (guitares), Leif Paulsen (basse) et Leif Johansson (batterie). Norell, qui avec le parolier Björn Håkanson a écrit la plupart des chansons du groupe, n'apparait cependant pas avec eux sur scène ou sur les photos du groupe.
La chanson numéro deux de ce LP Oh Susie (Bara vi två vet) sort en single avec des paroles en anglais et les musiciens changent le nom de leur groupe en Secret Service. Oh Susie devient numéro 1 en Suède et après que Radio Luxembourg a diffusé la chanson, elle fait son apparition dans différents pays du monde, notamment en Amérique du Sud et en Australie. Rien qu'en Allemagne, il s'en vend un million d'unités et Wahlberg déclare en 2017 que Oh Susie est devenu numéro 1 dans 29 pays,. Le single suivant, Ten O'Clock Postman, remporte également l'or en Suède et devient l'un des 5 meilleurs singles en Allemagne et au Japon.
À la suite du succès du single Ye-Si-Ca teinté de soca en Colombie, le groupe part pour une tournée promotionnelle de deux semaines sur le continent sud-américain.
Secret Service introduit de nouveaux synthétiseurs dans son son et il possède la première machine LinnDrum qui vient d'arriver en Suède. D'autres succès ont suivi, avec le single synthpop Flash in the Night, sorti en décembre 1981 dans les charts de toute l'Europe continentale. En mai 1982, le groupe sort son troisième album Cutting Corners et sa première compilation Greatest Hits sort avant Noël.
Avec l'album Jupiter Sign sorti en 1984, le groupe montre une nouvelle direction, passant des synthétiseurs à l'utilisation de nouvelles technologies comme les sons échantillonnés et les rythmes séquencés. Ola Håkansson reprend également  l'écriture des paroles sous son pseudonyme Oson.
L'album When the Night Closes In et le single Night City contribue ensuite à lancer le son du mouvement Hi-NRG . When the Night Closes In est également le dernier album enregistré avec la formation originale. Jonas Frick réalise une vidéo promotionnelle de 18 minutes présentant six des chansons.
En 1986, Ola Håkansson sort un duo avec Agnetha Fältskog, ex- ABBA, The Way You Are, qui remporte l'or en Suède. En 1987, Håkansson, Norell et Wahlberg sortent Aux Deux Magots, leur dernier album en tant que Secret Service. Les nouveaux membres du groupe sont le multi-instrumentiste Anders Hansson et le bassiste Mats A. Lindberg. Håkansson perd tout intérêt à être le chanteur et leader, et devient le partenaire de Norell avec Alexander Bard de Army of Lovers dans ce qui sera connu sous le nom de Megatrio, un équivalent suédois de Stock-Aitken-Waterman connu sous le nom de Norell Oson Bard,.
En 1992, Håkansson et ses associés créent Stockholm Records en coentreprise avec PolyGram.
En 2012, Secret Service sort The Lost Box, un album contenant des chansons enregistrées oubliées et inédites des années 1980 et du début des années 1990, telles que Different et Satellites.
Norell, Wahlberg, Hansson et Lindberg font ensuite une tournée avec un nouveau chanteur, Johan Becker, principalement en Russie. Ils sortent également un single, Secret Mission en 2020. Le 18 novembre 2022 sort un nouvel album.

## Membres

### Membres actuels
- Tim Norell : chant, claviers (depuis 1979)
- Ulf Wahlberg : chant, claviers (depuis 1979)
- Anders Hansson : basse, claviers (depuis 1986)
- Jamie Börger : batterie (depuis 2006)
- Jan-Erik Perning : batterie (depuis 2006)
- Johan Becker : chant, guitares (depuis 2018)
- Fredrik Karnell : basse (depuis 2023)

### Anciens membres
- Ola Håkansson : chant (1979-2000)
- Tonny Lindberg : guitare (1979-1986)
- Leif Johansson : batterie (1979-1986)
- Leif Paulsén : basse (1979-1986)
- Mats A. Lindberg : basse (1987-2023)
- Mikael Erlandsson : chant, guitares (2006-2018)

## Discographie

### Albums studio
- 1979 : Oh Susie,
- 1980 : Ye Si Ca
- 1982 : Cutting Corners
- 1984 : Jupiter Sign
- 1985 : When the Night Closes In
- 1987 : Aux Deux Magots

### Compilations
- 1982 : Greatest Hits
- 1998 : The Very Best of Secret Service
- 2000 : Top Secret - Greatest Hits

## Postérité
En 1981, Flash in the Night est utilisée comme générique pour l'émission de TF1 Vous pouvez compter sur nous, présentée par Pierre Bellemare. En 2008, la même chanson est utilisée dans le film Morse lors de la scène de la piscine, l'action du film se déroulant au début des années 1980.

### Reprises
- 1999 : Flash in the Night (par Ysa Ferrer)
- 2008 : Flash in the Night (par The Attic)